# Lista di asteroidi (786001-787000)
Di seguito una lista di asteroidi dal numero 786001  al 787000 con data di scoperta e scopritore.

## 786001–786100
| Nome   | Designazione provvisoria | Data di scoperta  | Scopritore                          |
| ------ | ------------------------ | ----------------- | ----------------------------------- |
| 786001 | 2015 TD457               | 13 ottobre 2015   | Mount Lemmon Survey                 |
| 786002 | 2015 TO459               | 10 ottobre 2015   | Pan-STARRS                          |
| 786003 | 2015 TD460               | 13 ottobre 2015   | Pan-STARRS                          |
| 786004 | 2015 TK460               | 8 ottobre 2015    | Pan-STARRS                          |
| 786005 | 2015 TL467               | 10 ottobre 2015   | Pan-STARRS                          |
| 786006 | 2015 TT468               | 10 ottobre 2015   | Pan-STARRS                          |
| 786007 | 2015 TD469               | 9 ottobre 2015    | Pan-STARRS                          |
| 786008 | 2015 TM469               | 9 settembre 2015  | Pan-STARRS                          |
| 786009 | 2015 TO469               | 12 ottobre 2015   | Pan-STARRS                          |
| 786010 | 2015 TA476               | 1 ottobre 2015    | Mount Lemmon Survey                 |
| 786011 | 2015 TW479               | 13 ottobre 2015   | Spacewatch                          |
| 786012 | 2015 TW480               | 10 ottobre 2015   | Pan-STARRS                          |
| 786013 | 2015 TJ481               | 9 ottobre 2015    | Pan-STARRS                          |
| 786014 | 2015 TG488               | 12 ottobre 2015   | Pan-STARRS                          |
| 786015 | 2015 TY488               | 8 ottobre 2015    | Pan-STARRS                          |
| 786016 | 2015 TF498               | 8 ottobre 2015    | Pan-STARRS                          |
| 786017 | 2015 UK2                 | 24 ottobre 2011   | Pan-STARRS                          |
| 786018 | 2015 UF8                 | 5 aprile 2008     | Mount Lemmon Survey                 |
| 786019 | 2015 UB9                 | 12 settembre 2015 | Pan-STARRS                          |
| 786020 | 2015 UC13                | 18 novembre 2011  | Mount Lemmon Survey                 |
| 786021 | 2015 UW13                | 22 ottobre 2011   | Mount Lemmon Survey                 |
| 786022 | 2015 UV14                | 18 ottobre 2015   | Pan-STARRS                          |
| 786023 | 2015 UP15                | 12 agosto 2015    | Pan-STARRS                          |
| 786024 | 2015 UA16                | 3 agosto 2014     | Pan-STARRS                          |
| 786025 | 2015 UQ18                | 11 settembre 2007 | Spacewatch                          |
| 786026 | 2015 UF19                | 18 ottobre 2015   | Pan-STARRS                          |
| 786027 | 2015 UA22                | 28 ottobre 2011   | Mount Lemmon Survey                 |
| 786028 | 2015 US33                | 16 ottobre 2015   | Spacewatch                          |
| 786029 | 2015 UF38                | 21 febbraio 2009  | Spacewatch                          |
| 786030 | 2015 UR38                | 16 febbraio 2001  | W. Bickel                           |
| 786031 | 2015 UR54                | 11 settembre 2015 | Pan-STARRS                          |
| 786032 | 2015 UE55                | 2 luglio 2014     | Pan-STARRS                          |
| 786033 | 2015 UF56                | 28 settembre 2006 | Spacewatch                          |
| 786034 | 2015 UH56                | 12 settembre 2015 | Pan-STARRS                          |
| 786035 | 2015 UH62                | 4 febbraio 2006   | Spacewatch                          |
| 786036 | 2015 UN77                | 5 novembre 2007   | Mount Lemmon Survey                 |
| 786037 | 2015 UT77                | 24 ottobre 2015   | Pan-STARRS                          |
| 786038 | 2015 UC80                | 25 dicembre 2011  | Spacewatch                          |
| 786039 | 2015 UP86                | 16 ottobre 2015   | Spacewatch                          |
| 786040 | 2015 UY86                | 21 ottobre 2015   | Pan-STARRS                          |
| 786041 | 2015 UC88                | 1 ottobre 2011    | Mount Lemmon Survey                 |
| 786042 | 2015 UH93                | 24 ottobre 2015   | Pan-STARRS                          |
| 786043 | 2015 UP94                | 16 aprile 2013    | CTIO-DECam                          |
| 786044 | 2015 UC95                | 24 ottobre 2015   | Mount Lemmon Survey                 |
| 786045 | 2015 UL97                | 23 ottobre 2015   | Mount Lemmon Survey                 |
| 786046 | 2015 UW97                | 25 ottobre 2015   | Pan-STARRS                          |
| 786047 | 2015 UC98                | 29 agosto 2009    | CSS                                 |
| 786048 | 2015 UR98                | 23 ottobre 2015   | Mount Lemmon Survey                 |
| 786049 | 2015 UG102               | 23 ottobre 2015   | Mount Lemmon Survey                 |
| 786050 | 2015 UH102               | 23 ottobre 2015   | Mount Lemmon Survey                 |
| 786051 | 2015 UX102               | 23 ottobre 2015   | Mount Lemmon Survey                 |
| 786052 | 2015 US111               | 19 ottobre 2015   | Pan-STARRS                          |
| 786053 | 2015 VT5                 | 24 aprile 2014    | CTIO-DECam                          |
| 786054 | 2015 VS7                 | 15 marzo 2013     | Mount Lemmon Survey                 |
| 786055 | 2015 VR8                 | 1 novembre 2015   | Pan-STARRS                          |
| 786056 | 2015 VP9                 | 2 ottobre 2005    | Mount Lemmon Survey                 |
| 786057 | 2015 VS10                | 29 ottobre 2006   | Spacewatch                          |
| 786058 | 2015 VY13                | 12 settembre 2015 | Pan-STARRS                          |
| 786059 | 2015 VT15                | 12 settembre 2015 | Pan-STARRS                          |
| 786060 | 2015 VP16                | 11 settembre 2015 | Pan-STARRS                          |
| 786061 | 2015 VY22                | 3 febbraio 2013   | Pan-STARRS                          |
| 786062 | 2015 VQ25                | 18 ottobre 2006   | Spacewatch                          |
| 786063 | 2015 VL26                | 12 ottobre 2015   | PMO NEO                             |
| 786064 | 2015 VV31                | 1 novembre 2015   | Pan-STARRS                          |
| 786065 | 2015 VJ36                | 23 settembre 2011 | Mount Lemmon Survey                 |
| 786066 | 2015 VO36                | 25 ottobre 2011   | Pan-STARRS                          |
| 786067 | 2015 VK37                | 26 settembre 2006 | CSS                                 |
| 786068 | 2015 VC38                | 23 ottobre 2015   | Mount Lemmon Survey                 |
| 786069 | 2015 VU38                | 1 novembre 2015   | Pan-STARRS                          |
| 786070 | 2015 VF43                | 29 giugno 2015    | Pan-STARRS                          |
| 786071 | 2015 VG49                | 23 luglio 2015    | Pan-STARRS                          |
| 786072 | 2015 VO52                | 9 settembre 2015  | Pan-STARRS                          |
| 786073 | 2015 VH54                | 2 novembre 2007   | Spacewatch                          |
| 786074 | 2015 VY56                | 18 novembre 2011  | Mount Lemmon Survey                 |
| 786075 | 2015 VC57                | 8 settembre 2015  | Pan-STARRS                          |
| 786076 | 2015 VV57                | 16 ottobre 2015   | Spacewatch                          |
| 786077 | 2015 VB58                | 10 aprile 2013    | Pan-STARRS                          |
| 786078 | 2015 VM61                | 9 settembre 2007  | Mount Lemmon Survey                 |
| 786079 | 2015 VO61                | 23 gennaio 2006   | Spacewatch                          |
| 786080 | 2015 VA63                | 25 dicembre 2011  | Mount Lemmon Survey                 |
| 786081 | 2015 VG63                | 26 novembre 2011  | Mount Lemmon Survey                 |
| 786082 | 2015 VN63                | 9 ottobre 2015    | Pan-STARRS                          |
| 786083 | 2015 VK67                | 2 novembre 2015   | Pan-STARRS                          |
| 786084 | 2015 VQ67                | 8 maggio 2014     | Pan-STARRS                          |
| 786085 | 2015 VO71                | 14 febbraio 2012  | Pan-STARRS                          |
| 786086 | 2015 VD75                | 19 agosto 2009    | Osservatorio astronomico di Maiorca |
| 786087 | 2015 VW75                | 8 ottobre 2015    | CSS                                 |
| 786088 | 2015 VN76                | 8 ottobre 2015    | Pan-STARRS                          |
| 786089 | 2015 VW81                | 10 ottobre 2015   | Pan-STARRS                          |
| 786090 | 2015 VB82                | 9 settembre 2015  | Pan-STARRS                          |
| 786091 | 2015 VO89                | 9 settembre 2015  | Pan-STARRS                          |
| 786092 | 2015 VB91                | 9 ottobre 2015    | Pan-STARRS                          |
| 786093 | 2015 VA92                | 8 ottobre 2015    | Pan-STARRS                          |
| 786094 | 2015 VL92                | 2 novembre 2015   | Pan-STARRS                          |
| 786095 | 2015 VH93                | 15 settembre 2006 | Spacewatch                          |
| 786096 | 2015 VJ103               | 9 settembre 2015  | Pan-STARRS                          |
| 786097 | 2015 VY103               | 3 novembre 2015   | Mount Lemmon Survey                 |
| 786098 | 2015 VD116               | 9 settembre 2015  | Pan-STARRS                          |
| 786099 | 2015 VM121               | 25 settembre 2015 | Pan-STARRS                          |
| 786100 | 2015 VQ130               | 16 ottobre 2015   | Mount Lemmon Survey                 |

## 786101–786200
| Nome   | Designazione provvisoria | Data di scoperta  | Scopritore          |
| ------ | ------------------------ | ----------------- | ------------------- |
| 786101 | 2015 VL136               | 8 ottobre 2007    | Mount Lemmon Survey |
| 786102 | 2015 VB138               | 9 ottobre 2015    | Pan-STARRS          |
| 786103 | 2015 VH140               | 7 maggio 2014     | Pan-STARRS          |
| 786104 | 2015 VP140               | 30 novembre 2011  | Spacewatch          |
| 786105 | 2015 VP148               | 28 febbraio 2008  | Mount Lemmon Survey |
| 786106 | 2015 VP151               | 29 settembre 2010 | Mount Lemmon Survey |
| 786107 | 2015 VG154               | 6 novembre 2015   | Mount Lemmon Survey |
| 786108 | 2015 VA159               | 2 novembre 2015   | Pan-STARRS          |
| 786109 | 2015 VG159               | 28 dicembre 2011  | Mount Lemmon Survey |
| 786110 | 2015 VM163               | 23 novembre 2011  | Spacewatch          |
| 786111 | 2015 VB174               | 2 novembre 2015   | Mount Lemmon Survey |
| 786112 | 2015 VC178               | 2 novembre 2015   | Mount Lemmon Survey |
| 786113 | 2015 VD178               | 7 novembre 2015   | Pan-STARRS          |
| 786114 | 2015 VG178               | 7 novembre 2015   | Mount Lemmon Survey |
| 786115 | 2015 VN182               | 3 novembre 2015   | Mount Lemmon Survey |
| 786116 | 2015 VH185               | 14 novembre 2015  | Mount Lemmon Survey |
| 786117 | 2015 VT186               | 14 novembre 2015  | Mount Lemmon Survey |
| 786118 | 2015 VD187               | 13 novembre 2015  | Mount Lemmon Survey |
| 786119 | 2015 VJ187               | 3 novembre 2015   | Mount Lemmon Survey |
| 786120 | 2015 VM187               | 3 novembre 2015   | Mount Lemmon Survey |
| 786121 | 2015 VK188               | 7 novembre 2015   | Pan-STARRS          |
| 786122 | 2015 VW189               | 10 novembre 2015  | Mount Lemmon Survey |
| 786123 | 2015 VU192               | 7 novembre 2015   | Mount Lemmon Survey |
| 786124 | 2015 VL194               | 1 dicembre 2011   | Mount Lemmon Survey |
| 786125 | 2015 VN194               | 7 novembre 2015   | ESA OGS             |
| 786126 | 2015 VD196               | 2 novembre 2015   | Pan-STARRS          |
| 786127 | 2015 VH196               | 7 novembre 2015   | Mount Lemmon Survey |
| 786128 | 2015 VR197               | 14 novembre 2015  | Mount Lemmon Survey |
| 786129 | 2015 VN199               | 8 novembre 2015   | Spacewatch          |
| 786130 | 2015 VV201               | 10 novembre 2015  | Mount Lemmon Survey |
| 786131 | 2015 VW201               | 8 novembre 2015   | Pan-STARRS          |
| 786132 | 2015 VU202               | 14 novembre 2015  | Mount Lemmon Survey |
| 786133 | 2015 VB206               | 14 novembre 2015  | Mount Lemmon Survey |
| 786134 | 2015 VW211               | 13 novembre 2015  | Mount Lemmon Survey |
| 786135 | 2015 VQ212               | 13 novembre 2015  | Spacewatch          |
| 786136 | 2015 VK213               | 3 novembre 2015   | Pan-STARRS          |
| 786137 | 2015 VC217               | 7 novembre 2015   | Mount Lemmon Survey |
| 786138 | 2015 VF227               | 1 novembre 2015   | Pan-STARRS          |
| 786139 | 2015 WB2                 | 15 novembre 2011  | Pan-STARRS          |
| 786140 | 2015 WT3                 | 27 settembre 2006 | CSS                 |
| 786141 | 2015 WA4                 | 15 settembre 2006 | Spacewatch          |
| 786142 | 2015 WD8                 | 14 novembre 2015  | Mount Lemmon Survey |
| 786143 | 2015 WM9                 | 16 ottobre 2015   | Mount Lemmon Survey |
| 786144 | 2015 WR9                 | 23 settembre 2015 | Pan-STARRS          |
| 786145 | 2015 WF12                | 18 gennaio 2012   | Spacewatch          |
| 786146 | 2015 WY12                | 30 novembre 2015  | Pan-STARRS          |
| 786147 | 2015 WB18                | 17 novembre 2015  | Pan-STARRS          |
| 786148 | 2015 WN19                | 12 agosto 2010    | Spacewatch          |
| 786149 | 2015 WH20                | 24 giugno 2014    | Pan-STARRS          |
| 786150 | 2015 WA21                | 21 novembre 2015  | Mount Lemmon Survey |
| 786151 | 2015 WG21                | 21 novembre 2015  | Mount Lemmon Survey |
| 786152 | 2015 WJ21                | 22 novembre 2015  | Mount Lemmon Survey |
| 786153 | 2015 WR22                | 18 novembre 2015  | Pan-STARRS          |
| 786154 | 2015 WV22                | 22 novembre 2015  | Mount Lemmon Survey |
| 786155 | 2015 WE25                | 20 novembre 2015  | Mount Lemmon Survey |
| 786156 | 2015 WG27                | 22 novembre 2015  | Mount Lemmon Survey |
| 786157 | 2015 WH27                | 22 novembre 2015  | Mount Lemmon Survey |
| 786158 | 2015 WW27                | 18 novembre 2015  | Spacewatch          |
| 786159 | 2015 WC28                | 21 novembre 2015  | Mount Lemmon Survey |
| 786160 | 2015 WR28                | 20 novembre 2015  | Mount Lemmon Survey |
| 786161 | 2015 WK32                | 20 novembre 2015  | Mount Lemmon Survey |
| 786162 | 2015 WL34                | 21 novembre 2015  | Mount Lemmon Survey |
| 786163 | 2015 WE35                | 5 maggio 2008     | Mount Lemmon Survey |
| 786164 | 2015 WY35                | 17 novembre 2015  | Pan-STARRS          |
| 786165 | 2015 WP36                | 19 novembre 2015  | Mount Lemmon Survey |
| 786166 | 2015 WE37                | 21 novembre 2015  | Mount Lemmon Survey |
| 786167 | 2015 WL42                | 21 novembre 2015  | Mount Lemmon Survey |
| 786168 | 2015 WR42                | 22 novembre 2015  | Mount Lemmon Survey |
| 786169 | 2015 XF7                 | 13 novembre 2015  | Spacewatch          |
| 786170 | 2015 XB8                 | 5 giugno 2013     | Mount Lemmon Survey |
| 786171 | 2015 XP10                | 1 dicembre 2015   | Pan-STARRS          |
| 786172 | 2015 XR10                | 21 novembre 2015  | Mount Lemmon Survey |
| 786173 | 2015 XM12                | 18 dicembre 2007  | Mount Lemmon Survey |
| 786174 | 2015 XA16                | 9 settembre 2015  | Pan-STARRS          |
| 786175 | 2015 XO22                | 8 ottobre 2015    | Pan-STARRS          |
| 786176 | 2015 XR23                | 18 novembre 2011  | Mount Lemmon Survey |
| 786177 | 2015 XF24                | 2 dicembre 2015   | Pan-STARRS          |
| 786178 | 2015 XJ24                | 7 novembre 2015   | Pan-STARRS          |
| 786179 | 2015 XF26                | 29 settembre 2010 | Mount Lemmon Survey |
| 786180 | 2015 XT31                | 2 dicembre 2015   | Pan-STARRS          |
| 786181 | 2015 XA33                | 26 ottobre 2011   | Pan-STARRS          |
| 786182 | 2015 XQ33                | 23 maggio 2014    | Pan-STARRS          |
| 786183 | 2015 XE34                | 1 febbraio 2012   | Mount Lemmon Survey |
| 786184 | 2015 XJ37                | 2 dicembre 2015   | Pan-STARRS          |
| 786185 | 2015 XG38                | 13 novembre 2015  | Spacewatch          |
| 786186 | 2015 XH38                | 2 dicembre 2015   | Pan-STARRS          |
| 786187 | 2015 XS40                | 6 novembre 2010   | Mount Lemmon Survey |
| 786188 | 2015 XB43                | 2 dicembre 2015   | Pan-STARRS          |
| 786189 | 2015 XW45                | 7 novembre 2015   | Mount Lemmon Survey |
| 786190 | 2015 XS46                | 7 novembre 2015   | Pan-STARRS          |
| 786191 | 2015 XG47                | 9 ottobre 2015    | Pan-STARRS          |
| 786192 | 2015 XH47                | 2 dicembre 2010   | Mount Lemmon Survey |
| 786193 | 2015 XS48                | 2 dicembre 2015   | Pan-STARRS          |
| 786194 | 2015 XW48                | 2 dicembre 2015   | Pan-STARRS          |
| 786195 | 2015 XB53                | 2 dicembre 2015   | Pan-STARRS          |
| 786196 | 2015 XN58                | 1 dicembre 2015   | Pan-STARRS          |
| 786197 | 2015 XZ58                | 13 novembre 2015  | Mount Lemmon Survey |
| 786198 | 2015 XU61                | 26 marzo 2003     | Spacewatch          |
| 786199 | 2015 XV62                | 1 dicembre 2015   | Pan-STARRS          |
| 786200 | 2015 XT63                | 17 settembre 2010 | Mount Lemmon Survey |

## 786201–786300
| Nome   | Designazione provvisoria | Data di scoperta  | Scopritore          |
| ------ | ------------------------ | ----------------- | ------------------- |
| 786201 | 2015 XX64                | 9 ottobre 2015    | Pan-STARRS          |
| 786202 | 2015 XB67                | 10 novembre 2015  | Mount Lemmon Survey |
| 786203 | 2015 XF68                | 15 aprile 2013    | Pan-STARRS          |
| 786204 | 2015 XQ69                | 18 settembre 2006 | CSS                 |
| 786205 | 2015 XJ72                | 2 ottobre 2015    | Pan-STARRS          |
| 786206 | 2015 XH77                | 18 novembre 2015  | Pan-STARRS          |
| 786207 | 2015 XY78                | 3 dicembre 2015   | Pan-STARRS          |
| 786208 | 2015 XZ78                | 3 dicembre 2015   | Pan-STARRS          |
| 786209 | 2015 XX80                | 3 dicembre 2015   | Pan-STARRS          |
| 786210 | 2015 XV81                | 3 dicembre 2015   | Pan-STARRS          |
| 786211 | 2015 XC83                | 3 dicembre 2015   | Pan-STARRS          |
| 786212 | 2015 XO99                | 4 dicembre 2015   | Pan-STARRS          |
| 786213 | 2015 XT101               | 4 dicembre 2015   | Pan-STARRS          |
| 786214 | 2015 XK102               | 4 dicembre 2015   | Pan-STARRS          |
| 786215 | 2015 XC106               | 11 novembre 2001  | SDSS                |
| 786216 | 2015 XV107               | 8 ottobre 2015    | Pan-STARRS          |
| 786217 | 2015 XN110               | 4 dicembre 2015   | Pan-STARRS          |
| 786218 | 2015 XZ110               | 1 gennaio 2008    | Spacewatch          |
| 786219 | 2015 XX114               | 27 aprile 2012    | Pan-STARRS          |
| 786220 | 2015 XP117               | 20 agosto 2014    | Pan-STARRS          |
| 786221 | 2015 XQ119               | 15 agosto 2014    | Pan-STARRS          |
| 786222 | 2015 XQ120               | 26 settembre 2006 | Spacewatch          |
| 786223 | 2015 XL121               | 28 luglio 2014    | Pan-STARRS          |
| 786224 | 2015 XE122               | 19 gennaio 2012   | Pan-STARRS          |
| 786225 | 2015 XE124               | 30 gennaio 2011   | Pan-STARRS          |
| 786226 | 2015 XD125               | 28 marzo 2004     | Spacewatch          |
| 786227 | 2015 XR125               | 9 ottobre 2015    | Pan-STARRS          |
| 786228 | 2015 XO127               | 16 marzo 2012     | Mount Lemmon Survey |
| 786229 | 2015 XD130               | 6 dicembre 2015   | CSS                 |
| 786230 | 2015 XT130               | 3 dicembre 2015   | Mount Lemmon Survey |
| 786231 | 2015 XX133               | 10 febbraio 2008  | Spacewatch          |
| 786232 | 2015 XJ135               | 9 novembre 2015   | Mount Lemmon Survey |
| 786233 | 2015 XU137               | 4 dicembre 2015   | Mount Lemmon Survey |
| 786234 | 2015 XP140               | 22 novembre 2015  | Mount Lemmon Survey |
| 786235 | 2015 XS140               | 4 dicembre 2015   | Mount Lemmon Survey |
| 786236 | 2015 XA141               | 27 giugno 2014    | Pan-STARRS          |
| 786237 | 2015 XT143               | 4 dicembre 2015   | Mount Lemmon Survey |
| 786238 | 2015 XF144               | 22 novembre 2015  | Mount Lemmon Survey |
| 786239 | 2015 XS146               | 17 maggio 2013    | Mount Lemmon Survey |
| 786240 | 2015 XF149               | 20 febbraio 2009  | Mount Lemmon Survey |
| 786241 | 2015 XN149               | 4 dicembre 2015   | Pan-STARRS          |
| 786242 | 2015 XG155               | 20 novembre 2015  | Mount Lemmon Survey |
| 786243 | 2015 XO155               | 27 giugno 2014    | Pan-STARRS          |
| 786244 | 2015 XF156               | 20 novembre 2015  | Mount Lemmon Survey |
| 786245 | 2015 XU157               | 5 dicembre 2015   | Pan-STARRS          |
| 786246 | 2015 XZ157               | 5 dicembre 2015   | Pan-STARRS          |
| 786247 | 2015 XK158               | 5 dicembre 2015   | Pan-STARRS          |
| 786248 | 2015 XB160               | 11 ottobre 2015   | Mount Lemmon Survey |
| 786249 | 2015 XK163               | 25 ottobre 2015   | Pan-STARRS          |
| 786250 | 2015 XP165               | 24 ottobre 2015   | Pan-STARRS          |
| 786251 | 2015 XV171               | 21 maggio 2014    | Pan-STARRS          |
| 786252 | 2015 XJ174               | 5 dicembre 2015   | Pan-STARRS          |
| 786253 | 2015 XV175               | 13 novembre 2015  | Mount Lemmon Survey |
| 786254 | 2015 XU176               | 17 gennaio 2005   | Spacewatch          |
| 786255 | 2015 XE177               | 8 ottobre 2015    | Pan-STARRS          |
| 786256 | 2015 XU177               | 15 giugno 2010    | Mount Lemmon Survey |
| 786257 | 2015 XQ178               | 28 febbraio 2008  | Spacewatch          |
| 786258 | 2015 XJ179               | 5 dicembre 2015   | Pan-STARRS          |
| 786259 | 2015 XO180               | 5 dicembre 2015   | Pan-STARRS          |
| 786260 | 2015 XB181               | 5 dicembre 2015   | Pan-STARRS          |
| 786261 | 2015 XN182               | 5 dicembre 2015   | Pan-STARRS          |
| 786262 | 2015 XS182               | 5 dicembre 2015   | Pan-STARRS          |
| 786263 | 2015 XR183               | 8 maggio 2013     | Pan-STARRS          |
| 786264 | 2015 XY186               | 5 dicembre 2015   | Pan-STARRS          |
| 786265 | 2015 XO189               | 18 ottobre 2011   | Pan-STARRS          |
| 786266 | 2015 XD191               | 3 dicembre 2015   | Mount Lemmon Survey |
| 786267 | 2015 XB196               | 6 dicembre 2015   | Mount Lemmon Survey |
| 786268 | 2015 XC196               | 6 dicembre 2015   | Mount Lemmon Survey |
| 786269 | 2015 XR200               | 24 ottobre 2015   | Mount Lemmon Survey |
| 786270 | 2015 XJ206               | 22 novembre 2015  | Mount Lemmon Survey |
| 786271 | 2015 XX208               | 22 novembre 2015  | Mount Lemmon Survey |
| 786272 | 2015 XJ211               | 3 dicembre 2015   | Mount Lemmon Survey |
| 786273 | 2015 XU214               | 31 marzo 2008     | Mount Lemmon Survey |
| 786274 | 2015 XJ216               | 7 novembre 2010   | Mount Lemmon Survey |
| 786275 | 2015 XR217               | 8 aprile 2008     | Spacewatch          |
| 786276 | 2015 XM218               | 22 novembre 2015  | Mount Lemmon Survey |
| 786277 | 2015 XL219               | 3 gennaio 2012    | Mount Lemmon Survey |
| 786278 | 2015 XA220               | 25 luglio 2014    | Pan-STARRS          |
| 786279 | 2015 XD221               | 25 agosto 2014    | Pan-STARRS          |
| 786280 | 2015 XF221               | 6 dicembre 2015   | Pan-STARRS          |
| 786281 | 2015 XQ222               | 2 ottobre 2010    | Mount Lemmon Survey |
| 786282 | 2015 XU222               | 15 gennaio 2008   | Spacewatch          |
| 786283 | 2015 XE230               | 6 dicembre 2015   | Pan-STARRS          |
| 786284 | 2015 XK230               | 29 luglio 2014    | Pan-STARRS          |
| 786285 | 2015 XG231               | 29 settembre 2003 | Spacewatch          |
| 786286 | 2015 XW232               | 6 dicembre 2015   | Pan-STARRS          |
| 786287 | 2015 XZ233               | 27 ottobre 2005   | Spacewatch          |
| 786288 | 2015 XW235               | 6 dicembre 2015   | Pan-STARRS          |
| 786289 | 2015 XD241               | 6 dicembre 2015   | Pan-STARRS          |
| 786290 | 2015 XJ245               | 14 novembre 2006  | Mount Lemmon Survey |
| 786291 | 2015 XO248               | 7 dicembre 2015   | Pan-STARRS          |
| 786292 | 2015 XH249               | 17 febbraio 2013  | Spacewatch          |
| 786293 | 2015 XJ249               | 21 ottobre 2015   | Pan-STARRS          |
| 786294 | 2015 XT251               | 21 ottobre 2015   | Pan-STARRS          |
| 786295 | 2015 XD253               | 7 dicembre 2015   | Pan-STARRS          |
| 786296 | 2015 XS253               | 7 dicembre 2015   | Pan-STARRS          |
| 786297 | 2015 XQ254               | 3 agosto 2014     | Pan-STARRS          |
| 786298 | 2015 XR254               | 25 gennaio 2012   | Pan-STARRS          |
| 786299 | 2015 XR259               | 8 dicembre 2015   | Mount Lemmon Survey |
| 786300 | 2015 XR263               | 20 agosto 2014    | Pan-STARRS          |

## 786301–786400
| Nome   | Designazione provvisoria | Data di scoperta  | Scopritore          |
| ------ | ------------------------ | ----------------- | ------------------- |
| 786301 | 2015 XB265               | 6 dicembre 2015   | Pan-STARRS          |
| 786302 | 2015 XH266               | 6 dicembre 2015   | Pan-STARRS          |
| 786303 | 2015 XL267               | 6 dicembre 2015   | Pan-STARRS          |
| 786304 | 2015 XO269               | 25 luglio 2014    | Pan-STARRS          |
| 786305 | 2015 XG271               | 20 agosto 2014    | Pan-STARRS          |
| 786306 | 2015 XT271               | 6 dicembre 2015   | Mount Lemmon Survey |
| 786307 | 2015 XB274               | 26 gennaio 2007   | Spacewatch          |
| 786308 | 2015 XA278               | 6 dicembre 2015   | Pan-STARRS          |
| 786309 | 2015 XH279               | 22 novembre 2015  | Mount Lemmon Survey |
| 786310 | 2015 XX280               | 4 dicembre 2015   | Mount Lemmon Survey |
| 786311 | 2015 XG281               | 13 marzo 2012     | Mount Lemmon Survey |
| 786312 | 2015 XF284               | 14 gennaio 2011   | Spacewatch          |
| 786313 | 2015 XN284               | 7 dicembre 2015   | Pan-STARRS          |
| 786314 | 2015 XD285               | 19 novembre 2015  | Spacewatch          |
| 786315 | 2015 XJ293               | 10 settembre 2010 | Spacewatch          |
| 786316 | 2015 XS299               | 4 dicembre 2015   | Mount Lemmon Survey |
| 786317 | 2015 XG300               | 28 febbraio 2012  | Pan-STARRS          |
| 786318 | 2015 XB302               | 7 dicembre 2015   | Pan-STARRS          |
| 786319 | 2015 XD303               | 25 luglio 2014    | Pan-STARRS          |
| 786320 | 2015 XA305               | 6 dicembre 2015   | Mount Lemmon Survey |
| 786321 | 2015 XU306               | 4 dicembre 2015   | Mount Lemmon Survey |
| 786322 | 2015 XV306               | 4 dicembre 2015   | Mount Lemmon Survey |
| 786323 | 2015 XA307               | 3 agosto 2014     | Pan-STARRS          |
| 786324 | 2015 XN313               | 8 dicembre 2015   | Mount Lemmon Survey |
| 786325 | 2015 XK314               | 8 maggio 2013     | Pan-STARRS          |
| 786326 | 2015 XZ314               | 13 febbraio 2008  | Spacewatch          |
| 786327 | 2015 XT318               | 1 novembre 2005   | Spacewatch          |
| 786328 | 2015 XE320               | 8 dicembre 2015   | Mount Lemmon Survey |
| 786329 | 2015 XH321               | 2 ottobre 2010    | Spacewatch          |
| 786330 | 2015 XL324               | 8 dicembre 2015   | Pan-STARRS          |
| 786331 | 2015 XY326               | 6 novembre 2015   | ESA OGS             |
| 786332 | 2015 XK327               | 8 dicembre 2015   | Mount Lemmon Survey |
| 786333 | 2015 XJ328               | 19 agosto 2006    | Spacewatch          |
| 786334 | 2015 XV328               | 8 dicembre 2015   | Pan-STARRS          |
| 786335 | 2015 XD329               | 27 settembre 2003 | Spacewatch          |
| 786336 | 2015 XO333               | 12 ottobre 2010   | Mount Lemmon Survey |
| 786337 | 2015 XD337               | 8 dicembre 2015   | Pan-STARRS          |
| 786338 | 2015 XJ337               | 29 ottobre 2005   | Mount Lemmon Survey |
| 786339 | 2015 XS337               | 8 dicembre 2015   | Pan-STARRS          |
| 786340 | 2015 XH339               | 18 giugno 2013    | Pan-STARRS          |
| 786341 | 2015 XQ342               | 6 novembre 2010   | Mount Lemmon Survey |
| 786342 | 2015 XT342               | 8 dicembre 2015   | Pan-STARRS          |
| 786343 | 2015 XQ343               | 15 maggio 2013    | Pan-STARRS          |
| 786344 | 2015 XM345               | 6 dicembre 2015   | Mount Lemmon Survey |
| 786345 | 2015 XW347               | 8 dicembre 2015   | Pan-STARRS          |
| 786346 | 2015 XF350               | 19 settembre 2015 | Pan-STARRS          |
| 786347 | 2015 XZ350               | 9 dicembre 2015   | Pan-STARRS          |
| 786348 | 2015 XA351               | 12 novembre 2015  | Mount Lemmon Survey |
| 786349 | 2015 XB356               | 9 novembre 2015   | Mount Lemmon Survey |
| 786350 | 2015 XG358               | 17 novembre 2015  | Pan-STARRS          |
| 786351 | 2015 XW360               | 18 novembre 2015  | Pan-STARRS          |
| 786352 | 2015 XJ361               | 9 settembre 2015  | Pan-STARRS          |
| 786353 | 2015 XG373               | 8 dicembre 2015   | Mount Lemmon Survey |
| 786354 | 2015 XC374               | 25 novembre 2005  | Spacewatch          |
| 786355 | 2015 XA377               | 6 dicembre 2015   | Pan-STARRS          |
| 786356 | 2015 XK379               | 6 marzo 2000      | LINEAR              |
| 786357 | 2015 XZ381               | 10 novembre 2015  | Mount Lemmon Survey |
| 786358 | 2015 XR382               | 11 marzo 2008     | Mount Lemmon Survey |
| 786359 | 2015 XH383               | 14 ottobre 2010   | Mount Lemmon Survey |
| 786360 | 2015 XB390               | 7 dicembre 2015   | Pan-STARRS          |
| 786361 | 2015 XX391               | 15 gennaio 1996   | Spacewatch          |
| 786362 | 2015 XO392               | 9 dicembre 2015   | Pan-STARRS          |
| 786363 | 2015 XV392               | 13 dicembre 2015  | Pan-STARRS          |
| 786364 | 2015 XW392               | 13 dicembre 2015  | Pan-STARRS          |
| 786365 | 2015 XY392               | 22 aprile 2012    | Spacewatch          |
| 786366 | 2015 XB396               | 15 novembre 2006  | Mount Lemmon Survey |
| 786367 | 2015 XF396               | 9 dicembre 2015   | Pan-STARRS          |
| 786368 | 2015 XQ397               | 1 dicembre 2015   | Pan-STARRS          |
| 786369 | 2015 XY397               | 5 dicembre 2015   | Pan-STARRS          |
| 786370 | 2015 XB398               | 14 marzo 2012     | Pan-STARRS          |
| 786371 | 2015 XQ398               | 1 febbraio 2012   | Spacewatch          |
| 786372 | 2015 XR398               | 8 maggio 2008     | Spacewatch          |
| 786373 | 2015 XE403               | 25 luglio 2014    | Pan-STARRS          |
| 786374 | 2015 XR406               | 4 dicembre 2015   | Pan-STARRS          |
| 786375 | 2015 XB408               | 6 dicembre 2015   | Mount Lemmon Survey |
| 786376 | 2015 XF408               | 6 dicembre 2015   | Pan-STARRS          |
| 786377 | 2015 XC409               | 7 dicembre 2015   | Pan-STARRS          |
| 786378 | 2015 XH409               | 7 dicembre 2015   | Pan-STARRS          |
| 786379 | 2015 XT409               | 29 marzo 2011     | Mount Lemmon Survey |
| 786380 | 2015 XT410               | 3 gennaio 2012    | Mount Lemmon Survey |
| 786381 | 2015 XX412               | 21 giugno 2012    | Mount Lemmon Survey |
| 786382 | 2015 XN413               | 20 agosto 2014    | Pan-STARRS          |
| 786383 | 2015 XO413               | 6 dicembre 2015   | Mount Lemmon Survey |
| 786384 | 2015 XD414               | 9 dicembre 2015   | Pan-STARRS          |
| 786385 | 2015 XW414               | 15 gennaio 2007   | P. A. Wiegert       |
| 786386 | 2015 XC415               | 9 dicembre 2015   | Pan-STARRS          |
| 786387 | 2015 XL416               | 12 dicembre 2015  | Pan-STARRS          |
| 786388 | 2015 XN417               | 27 marzo 2012     | Mount Lemmon Survey |
| 786389 | 2015 XV418               | 30 gennaio 2012   | Pan-STARRS          |
| 786390 | 2015 XM419               | 13 dicembre 2015  | Pan-STARRS          |
| 786391 | 2015 XS419               | 18 ottobre 2014   | Mount Lemmon Survey |
| 786392 | 2015 XK421               | 14 dicembre 2015  | Pan-STARRS          |
| 786393 | 2015 XD424               | 9 dicembre 2015   | Pan-STARRS          |
| 786394 | 2015 XH424               | 28 settembre 2006 | CSS                 |
| 786395 | 2015 XN424               | 7 dicembre 2015   | Pan-STARRS          |
| 786396 | 2015 XC425               | 6 dicembre 2015   | Mount Lemmon Survey |
| 786397 | 2015 XZ425               | 6 dicembre 2015   | Mount Lemmon Survey |
| 786398 | 2015 XO426               | 7 dicembre 2015   | Pan-STARRS          |
| 786399 | 2015 XR427               | 21 novembre 2015  | Mount Lemmon Survey |
| 786400 | 2015 XB428               | 14 dicembre 2015  | Mount Lemmon Survey |

## 786401–786500
| Nome   | Designazione provvisoria | Data di scoperta  | Scopritore          |
| ------ | ------------------------ | ----------------- | ------------------- |
| 786401 | 2015 XN428               | 7 dicembre 2015   | Pan-STARRS          |
| 786402 | 2015 XC430               | 4 dicembre 2015   | Mount Lemmon Survey |
| 786403 | 2015 XL430               | 14 dicembre 2015  | Mount Lemmon Survey |
| 786404 | 2015 XK431               | 9 dicembre 2015   | Pan-STARRS          |
| 786405 | 2015 XW436               | 14 dicembre 2015  | Pan-STARRS          |
| 786406 | 2015 XB438               | 3 dicembre 2015   | Pan-STARRS          |
| 786407 | 2015 XD439               | 7 dicembre 2015   | Pan-STARRS          |
| 786408 | 2015 XP439               | 13 dicembre 2015  | Pan-STARRS          |
| 786409 | 2015 XJ440               | 5 dicembre 2015   | Pan-STARRS          |
| 786410 | 2015 XL440               | 8 dicembre 2015   | Mount Lemmon Survey |
| 786411 | 2015 XR440               | 5 dicembre 2015   | Pan-STARRS          |
| 786412 | 2015 XX440               | 13 dicembre 2015  | Pan-STARRS          |
| 786413 | 2015 XQ441               | 4 dicembre 2015   | Mount Lemmon Survey |
| 786414 | 2015 XA442               | 4 dicembre 2015   | Mount Lemmon Survey |
| 786415 | 2015 XV443               | 8 dicembre 2015   | Pan-STARRS          |
| 786416 | 2015 XC445               | 4 dicembre 2015   | Pan-STARRS          |
| 786417 | 2015 XH445               | 14 dicembre 2015  | Mount Lemmon Survey |
| 786418 | 2015 XQ445               | 9 dicembre 2015   | Mount Lemmon Survey |
| 786419 | 2015 XR446               | 9 dicembre 2015   | Pan-STARRS          |
| 786420 | 2015 XF447               | 7 dicembre 2015   | Pan-STARRS          |
| 786421 | 2015 XN447               | 6 dicembre 2015   | Mount Lemmon Survey |
| 786422 | 2015 XS447               | 3 dicembre 2015   | Pan-STARRS          |
| 786423 | 2015 XK448               | 10 dicembre 2015  | Mount Lemmon Survey |
| 786424 | 2015 XD449               | 12 dicembre 2015  | Pan-STARRS          |
| 786425 | 2015 XH449               | 3 dicembre 2015   | Pan-STARRS          |
| 786426 | 2015 XB450               | 2 dicembre 2015   | Pan-STARRS          |
| 786427 | 2015 XG451               | 8 dicembre 2015   | Pan-STARRS          |
| 786428 | 2015 XS454               | 5 dicembre 2015   | Pan-STARRS          |
| 786429 | 2015 XW454               | 6 dicembre 2015   | Mount Lemmon Survey |
| 786430 | 2015 XX458               | 13 dicembre 2015  | Pan-STARRS          |
| 786431 | 2015 XF463               | 6 dicembre 2015   | Mount Lemmon Survey |
| 786432 | 2015 XH463               | 5 dicembre 2015   | Pan-STARRS          |
| 786433 | 2015 XA464               | 1 dicembre 2015   | Pan-STARRS          |
| 786434 | 2015 XA466               | 10 novembre 2010  | Mount Lemmon Survey |
| 786435 | 2015 XE467               | 13 dicembre 2015  | Pan-STARRS          |
| 786436 | 2015 XT467               | 3 dicembre 2015   | Pan-STARRS          |
| 786437 | 2015 XN469               | 3 dicembre 2015   | Pan-STARRS          |
| 786438 | 2015 XW469               | 5 dicembre 2015   | Pan-STARRS          |
| 786439 | 2015 XX469               | 6 dicembre 2015   | Pan-STARRS          |
| 786440 | 2015 XY469               | 8 dicembre 2015   | Pan-STARRS          |
| 786441 | 2015 XD470               | 5 dicembre 2015   | Pan-STARRS          |
| 786442 | 2015 XR470               | 4 dicembre 2015   | Mount Lemmon Survey |
| 786443 | 2015 XY470               | 9 dicembre 2015   | Pan-STARRS          |
| 786444 | 2015 XD471               | 13 dicembre 2015  | Pan-STARRS          |
| 786445 | 2015 XQ473               | 7 dicembre 2015   | Pan-STARRS          |
| 786446 | 2015 XD475               | 8 dicembre 2015   | Pan-STARRS          |
| 786447 | 2015 XY476               | 13 dicembre 2015  | Pan-STARRS          |
| 786448 | 2015 XC477               | 9 dicembre 2015   | Pan-STARRS          |
| 786449 | 2015 XE477               | 9 dicembre 2015   | Pan-STARRS          |
| 786450 | 2015 XQ477               | 13 dicembre 2015  | Pan-STARRS          |
| 786451 | 2015 XV478               | 13 dicembre 2015  | Pan-STARRS          |
| 786452 | 2015 XR479               | 8 dicembre 2015   | Pan-STARRS          |
| 786453 | 2015 XE480               | 8 dicembre 2015   | Pan-STARRS          |
| 786454 | 2015 XH481               | 9 dicembre 2015   | Pan-STARRS          |
| 786455 | 2015 XV481               | 4 dicembre 2015   | Pan-STARRS          |
| 786456 | 2015 XX481               | 1 dicembre 2015   | Pan-STARRS          |
| 786457 | 2015 XH482               | 14 dicembre 2015  | Pan-STARRS          |
| 786458 | 2015 XL483               | 4 dicembre 2015   | Pan-STARRS          |
| 786459 | 2015 XK486               | 4 dicembre 2015   | Pan-STARRS          |
| 786460 | 2015 XM486               | 10 dicembre 2001  | Spacewatch          |
| 786461 | 2015 XH488               | 14 dicembre 2015  | Mount Lemmon Survey |
| 786462 | 2015 XA489               | 4 dicembre 2015   | Pan-STARRS          |
| 786463 | 2015 XD490               | 1 dicembre 2015   | Pan-STARRS          |
| 786464 | 2015 XZ495               | 5 dicembre 2015   | Pan-STARRS          |
| 786465 | 2015 XE496               | 8 dicembre 2015   | Mount Lemmon Survey |
| 786466 | 2015 XP496               | 13 dicembre 2015  | Pan-STARRS          |
| 786467 | 2015 XG497               | 6 dicembre 2015   | Mount Lemmon Survey |
| 786468 | 2015 XH498               | 4 dicembre 2015   | Pan-STARRS          |
| 786469 | 2015 XJ502               | 4 dicembre 2015   | Pan-STARRS          |
| 786470 | 2015 XT503               | 30 agosto 1998    | Spacewatch          |
| 786471 | 2015 XU503               | 4 dicembre 2015   | Mount Lemmon Survey |
| 786472 | 2015 XC505               | 28 aprile 2009    | Mount Lemmon Survey |
| 786473 | 2015 XQ505               | 14 dicembre 2015  | Pan-STARRS          |
| 786474 | 2015 XU512               | 9 dicembre 2015   | Pan-STARRS          |
| 786475 | 2015 XX512               | 8 dicembre 2015   | Pan-STARRS          |
| 786476 | 2015 YF3                 | 6 dicembre 2015   | Mount Lemmon Survey |
| 786477 | 2015 YP4                 | 25 luglio 2014    | Pan-STARRS          |
| 786478 | 2015 YB7                 | 16 novembre 2006  | Mount Lemmon Survey |
| 786479 | 2015 YU7                 | 24 dicembre 2015  | Pan-STARRS          |
| 786480 | 2015 YB10                | 19 ottobre 2007   | CSS                 |
| 786481 | 2015 YA13                | 31 dicembre 2015  | Pan-STARRS          |
| 786482 | 2015 YA14                | 14 febbraio 2012  | Pan-STARRS          |
| 786483 | 2015 YK19                | 17 novembre 2006  | Spacewatch          |
| 786484 | 2015 YE21                | 17 dicembre 2015  | Pan-STARRS          |
| 786485 | 2015 YA24                | 13 novembre 2015  | Mount Lemmon Survey |
| 786486 | 2015 YP24                | 31 dicembre 2015  | Pan-STARRS          |
| 786487 | 2015 YO25                | 18 dicembre 2015  | Mount Lemmon Survey |
| 786488 | 2015 YN26                | 20 agosto 2014    | Pan-STARRS          |
| 786489 | 2015 YT26                | 19 dicembre 2015  | Mount Lemmon Survey |
| 786490 | 2015 YF27                | 30 gennaio 2012   | Spacewatch          |
| 786491 | 2015 YJ28                | 16 dicembre 2015  | Mount Lemmon Survey |
| 786492 | 2015 YL28                | 19 dicembre 2015  | Mount Lemmon Survey |
| 786493 | 2015 YX31                | 18 dicembre 2015  | Mount Lemmon Survey |
| 786494 | 2015 YA32                | 18 dicembre 2015  | Mount Lemmon Survey |
| 786495 | 2015 YV32                | 18 dicembre 2015  | Mount Lemmon Survey |
| 786496 | 2015 YK33                | 19 dicembre 2015  | Mount Lemmon Survey |
| 786497 | 2015 YZ33                | 19 settembre 2014 | Pan-STARRS          |
| 786498 | 2015 YW34                | 29 gennaio 2012   | Pan-STARRS          |
| 786499 | 2015 YT35                | 18 dicembre 2015  | Mount Lemmon Survey |
| 786500 | 2015 YR36                | 19 dicembre 2015  | Mount Lemmon Survey |

## 786501–786600
| Nome   | Designazione provvisoria | Data di scoperta  | Scopritore                   |
| ------ | ------------------------ | ----------------- | ---------------------------- |
| 786501 | 2015 YH38                | 17 dicembre 2015  | Mount Lemmon Survey          |
| 786502 | 2015 YS38                | 18 dicembre 2015  | Mount Lemmon Survey          |
| 786503 | 2015 YJ39                | 19 dicembre 2015  | Mount Lemmon Survey          |
| 786504 | 2016 AT                  | 3 febbraio 2012   | Pan-STARRS                   |
| 786505 | 2016 AL3                 | 2 gennaio 2016    | Spacewatch                   |
| 786506 | 2016 AL7                 | 27 agosto 2014    | Pan-STARRS                   |
| 786507 | 2016 AZ9                 | 17 febbraio 2007  | CSS                          |
| 786508 | 2016 AS10                | 2 gennaio 2016    | Spacewatch                   |
| 786509 | 2016 AN14                | 7 febbraio 2011   | Mount Lemmon Survey          |
| 786510 | 2016 AK15                | 12 gennaio 2011   | Mount Lemmon Survey          |
| 786511 | 2016 AX15                | 23 agosto 2014    | Pan-STARRS                   |
| 786512 | 2016 AN16                | 3 gennaio 2016    | Mount Lemmon Survey          |
| 786513 | 2016 AE18                | 22 settembre 2009 | Mount Lemmon Survey          |
| 786514 | 2016 AC19                | 5 settembre 2010  | Mount Lemmon Survey          |
| 786515 | 2016 AB21                | 27 dicembre 2011  | Mount Lemmon Survey          |
| 786516 | 2016 AJ23                | 18 dicembre 2015  | Mount Lemmon Survey          |
| 786517 | 2016 AK23                | 3 gennaio 2016    | Pan-STARRS                   |
| 786518 | 2016 AC25                | 3 gennaio 2016    | Pan-STARRS                   |
| 786519 | 2016 AY25                | 3 gennaio 2016    | Pan-STARRS                   |
| 786520 | 2016 AA29                | 14 marzo 2012     | Pan-STARRS                   |
| 786521 | 2016 AH31                | 3 gennaio 2016    | Mount Lemmon Survey          |
| 786522 | 2016 AR35                | 3 gennaio 2016    | Mount Lemmon Survey          |
| 786523 | 2016 AD38                | 27 luglio 2014    | Pan-STARRS                   |
| 786524 | 2016 AW38                | 4 gennaio 2016    | Pan-STARRS                   |
| 786525 | 2016 AN39                | 10 febbraio 2008  | Mount Lemmon Survey          |
| 786526 | 2016 AR40                | 3 gennaio 2016    | Mount Lemmon Survey          |
| 786527 | 2016 AO41                | 3 gennaio 2016    | Mount Lemmon Survey          |
| 786528 | 2016 AS41                | 3 gennaio 2016    | Mount Lemmon Survey          |
| 786529 | 2016 AD42                | 3 gennaio 2016    | Mount Lemmon Survey          |
| 786530 | 2016 AW42                | 3 gennaio 2016    | Mount Lemmon Survey          |
| 786531 | 2016 AY42                | 20 agosto 2014    | Pan-STARRS                   |
| 786532 | 2016 AM43                | 3 gennaio 2016    | Mount Lemmon Survey          |
| 786533 | 2016 AM46                | 6 gennaio 2008    | P. A. Wiegert, A. M. Gilbert |
| 786534 | 2016 AK47                | 4 gennaio 2016    | Pan-STARRS                   |
| 786535 | 2016 AZ48                | 4 gennaio 2016    | Pan-STARRS                   |
| 786536 | 2016 AA50                | 4 gennaio 2016    | Pan-STARRS                   |
| 786537 | 2016 AT50                | 7 marzo 2008      | Spacewatch                   |
| 786538 | 2016 AY51                | 22 novembre 2006  | Spacewatch                   |
| 786539 | 2016 AA52                | 4 gennaio 2016    | Pan-STARRS                   |
| 786540 | 2016 AX52                | 18 dicembre 2015  | Mount Lemmon Survey          |
| 786541 | 2016 AY52                | 20 settembre 2014 | Pan-STARRS                   |
| 786542 | 2016 AA54                | 4 gennaio 2016    | Pan-STARRS                   |
| 786543 | 2016 AX54                | 9 maggio 2007     | Mount Lemmon Survey          |
| 786544 | 2016 AZ55                | 4 gennaio 2016    | Pan-STARRS                   |
| 786545 | 2016 AX56                | 20 gennaio 2012   | Mount Lemmon Survey          |
| 786546 | 2016 AG58                | 4 gennaio 2016    | Pan-STARRS                   |
| 786547 | 2016 AO60                | 25 marzo 2012     | Mount Lemmon Survey          |
| 786548 | 2016 AJ62                | 4 gennaio 2016    | Pan-STARRS                   |
| 786549 | 2016 AS62                | 16 febbraio 2012  | Pan-STARRS                   |
| 786550 | 2016 AX73                | 18 ottobre 2014   | Mount Lemmon Survey          |
| 786551 | 2016 AY74                | 24 agosto 2001    | D. Davis, S. Howell          |
| 786552 | 2016 AU75                | 29 ottobre 2010   | Mount Lemmon Survey          |
| 786553 | 2016 AP79                | 15 luglio 2013    | Pan-STARRS                   |
| 786554 | 2016 AH81                | 5 gennaio 2016    | Pan-STARRS                   |
| 786555 | 2016 AH84                | 6 dicembre 2015   | Pan-STARRS                   |
| 786556 | 2016 AK86                | 26 luglio 2015    | Pan-STARRS                   |
| 786557 | 2016 AL88                | 8 dicembre 2015   | Pan-STARRS                   |
| 786558 | 2016 AG90                | 26 luglio 2014    | Pan-STARRS                   |
| 786559 | 2016 AZ92                | 7 gennaio 2016    | Pan-STARRS                   |
| 786560 | 2016 AE95                | 4 gennaio 2016    | Pan-STARRS                   |
| 786561 | 2016 AG96                | 14 gennaio 2011   | Mount Lemmon Survey          |
| 786562 | 2016 AN99                | 16 dicembre 2015  | Mount Lemmon Survey          |
| 786563 | 2016 AR100               | 7 gennaio 2016    | Pan-STARRS                   |
| 786564 | 2016 AJ102               | 7 gennaio 2016    | Pan-STARRS                   |
| 786565 | 2016 AP103               | 17 novembre 2009  | Spacewatch                   |
| 786566 | 2016 AG111               | 5 luglio 2014     | Pan-STARRS                   |
| 786567 | 2016 AU112               | 7 gennaio 2016    | Pan-STARRS                   |
| 786568 | 2016 AU114               | 25 gennaio 2007   | Spacewatch                   |
| 786569 | 2016 AK115               | 13 luglio 2013    | Pan-STARRS                   |
| 786570 | 2016 AQ115               | 8 gennaio 2016    | Pan-STARRS                   |
| 786571 | 2016 AF116               | 16 aprile 2012    | Pan-STARRS                   |
| 786572 | 2016 AK116               | 8 gennaio 2016    | Pan-STARRS                   |
| 786573 | 2016 AO116               | 2 gennaio 2011    | Mount Lemmon Survey          |
| 786574 | 2016 AF118               | 21 dicembre 2006  | L. H. Wasserman, M. W. Buie  |
| 786575 | 2016 AV121               | 14 aprile 2012    | Pan-STARRS                   |
| 786576 | 2016 AH125               | 27 luglio 2009    | Spacewatch                   |
| 786577 | 2016 AZ126               | 8 gennaio 2016    | Pan-STARRS                   |
| 786578 | 2016 AH127               | 8 gennaio 2016    | Pan-STARRS                   |
| 786579 | 2016 AK127               | 22 maggio 2003    | Spacewatch                   |
| 786580 | 2016 AV127               | 27 marzo 2003     | Spacewatch                   |
| 786581 | 2016 AK130               | 27 novembre 2014  | Mount Lemmon Survey          |
| 786582 | 2016 AP132               | 9 gennaio 2016    | Pan-STARRS                   |
| 786583 | 2016 AQ133               | 14 ottobre 2015   | Pan-STARRS                   |
| 786584 | 2016 AV142               | 9 gennaio 2016    | Pan-STARRS                   |
| 786585 | 2016 AA144               | 13 dicembre 2015  | Pan-STARRS                   |
| 786586 | 2016 AD145               | 9 gennaio 2016    | Pan-STARRS                   |
| 786587 | 2016 AL147               | 9 dicembre 2015   | Pan-STARRS                   |
| 786588 | 2016 AM147               | 13 dicembre 2015  | Pan-STARRS                   |
| 786589 | 2016 AP148               | 27 novembre 2006  | Mount Lemmon Survey          |
| 786590 | 2016 AX148               | 10 gennaio 2016   | Pan-STARRS                   |
| 786591 | 2016 AF149               | 4 gennaio 2016    | Pan-STARRS                   |
| 786592 | 2016 AK149               | 24 febbraio 2012  | Mount Lemmon Survey          |
| 786593 | 2016 AD152               | 11 gennaio 2016   | Pan-STARRS                   |
| 786594 | 2016 AU154               | 11 gennaio 2016   | Pan-STARRS                   |
| 786595 | 2016 AX154               | 11 gennaio 2016   | Pan-STARRS                   |
| 786596 | 2016 AQ157               | 4 gennaio 2016    | Pan-STARRS                   |
| 786597 | 2016 AG158               | 14 ottobre 2014   | Spacewatch                   |
| 786598 | 2016 AU158               | 11 gennaio 2016   | Pan-STARRS                   |
| 786599 | 2016 AT159               | 29 marzo 2012     | Mount Lemmon Survey          |
| 786600 | 2016 AR160               | 11 gennaio 2016   | Pan-STARRS                   |

## 786601–786700
| Nome   | Designazione provvisoria | Data di scoperta  | Scopritore          |
| ------ | ------------------------ | ----------------- | ------------------- |
| 786601 | 2016 AV169               | 9 gennaio 2016    | Pan-STARRS          |
| 786602 | 2016 AG173               | 15 aprile 2012    | Pan-STARRS          |
| 786603 | 2016 AM173               | 10 gennaio 2016   | Pan-STARRS          |
| 786604 | 2016 AH174               | 13 marzo 2012     | Mount Lemmon Survey |
| 786605 | 2016 AO176               | 11 gennaio 2016   | Pan-STARRS          |
| 786606 | 2016 AN177               | 13 dicembre 2015  | Pan-STARRS          |
| 786607 | 2016 AU177               | 23 settembre 2008 | Spacewatch          |
| 786608 | 2016 AY178               | 11 gennaio 2016   | Pan-STARRS          |
| 786609 | 2016 AJ182               | 20 novembre 2014  | Pan-STARRS          |
| 786610 | 2016 AL184               | 31 dicembre 2007  | Mount Lemmon Survey |
| 786611 | 2016 AR189               | 13 gennaio 2016   | Pan-STARRS          |
| 786612 | 2016 AS189               | 18 settembre 2014 | Pan-STARRS          |
| 786613 | 2016 AA190               | 13 gennaio 2016   | Mount Lemmon Survey |
| 786614 | 2016 AN200               | 7 dicembre 2015   | Pan-STARRS          |
| 786615 | 2016 AR200               | 1 gennaio 2016    | Pan-STARRS          |
| 786616 | 2016 AW200               | 16 dicembre 2006  | Mount Lemmon Survey |
| 786617 | 2016 AV202               | 8 febbraio 2007   | Mount Lemmon Survey |
| 786618 | 2016 AX202               | 3 gennaio 2016    | Pan-STARRS          |
| 786619 | 2016 AH204               | 4 gennaio 2016    | Pan-STARRS          |
| 786620 | 2016 AR204               | 4 gennaio 2016    | Pan-STARRS          |
| 786621 | 2016 AJ205               | 10 agosto 2004    | CINEOS              |
| 786622 | 2016 AR206               | 7 gennaio 2016    | Pan-STARRS          |
| 786623 | 2016 AV206               | 7 gennaio 2016    | Pan-STARRS          |
| 786624 | 2016 AC207               | 7 gennaio 2016    | Pan-STARRS          |
| 786625 | 2016 AS207               | 7 gennaio 2016    | Pan-STARRS          |
| 786626 | 2016 AL208               | 8 febbraio 2007   | Spacewatch          |
| 786627 | 2016 AU208               | 8 gennaio 2016    | Pan-STARRS          |
| 786628 | 2016 AA209               | 27 settembre 2013 | Pan-STARRS          |
| 786629 | 2016 AB211               | 9 gennaio 2016    | Pan-STARRS          |
| 786630 | 2016 AM212               | 12 gennaio 2016   | Pan-STARRS          |
| 786631 | 2016 AV214               | 23 febbraio 2007  | Mount Lemmon Survey |
| 786632 | 2016 AF215               | 15 gennaio 2016   | Pan-STARRS          |
| 786633 | 2016 AR218               | 7 ottobre 2005    | Mount Lemmon Survey |
| 786634 | 2016 AW218               | 24 marzo 2012     | Mount Lemmon Survey |
| 786635 | 2016 AK219               | 25 ottobre 2014   | Mount Lemmon Survey |
| 786636 | 2016 AX221               | 10 marzo 2007     | Mount Lemmon Survey |
| 786637 | 2016 AZ221               | 9 gennaio 2016    | Pan-STARRS          |
| 786638 | 2016 AO222               | 16 gennaio 2007   | Mount Lemmon Survey |
| 786639 | 2016 AT222               | 14 gennaio 2016   | Pan-STARRS          |
| 786640 | 2016 AC224               | 8 gennaio 2016    | Pan-STARRS          |
| 786641 | 2016 AC225               | 3 gennaio 2016    | Pan-STARRS          |
| 786642 | 2016 AD225               | 16 gennaio 2008   | Spacewatch          |
| 786643 | 2016 AY225               | 4 gennaio 2016    | Pan-STARRS          |
| 786644 | 2016 AH226               | 2 settembre 2014  | Pan-STARRS          |
| 786645 | 2016 AE227               | 15 marzo 2012     | Spacewatch          |
| 786646 | 2016 AM227               | 12 luglio 2013    | Pan-STARRS          |
| 786647 | 2016 AV227               | 3 gennaio 2016    | Pan-STARRS          |
| 786648 | 2016 AF230               | 14 gennaio 2016   | Pan-STARRS          |
| 786649 | 2016 AP230               | 28 agosto 2013    | Mount Lemmon Survey |
| 786650 | 2016 AW230               | 3 gennaio 2016    | Pan-STARRS          |
| 786651 | 2016 AJ233               | 18 dicembre 2015  | Mount Lemmon Survey |
| 786652 | 2016 AN234               | 7 gennaio 2016    | Pan-STARRS          |
| 786653 | 2016 AS234               | 8 gennaio 2016    | Pan-STARRS          |
| 786654 | 2016 AX234               | 22 ottobre 2009   | Mount Lemmon Survey |
| 786655 | 2016 AX235               | 28 febbraio 2012  | Pan-STARRS          |
| 786656 | 2016 AZ237               | 13 gennaio 2016   | Pan-STARRS          |
| 786657 | 2016 AR238               | 2 settembre 2014  | Pan-STARRS          |
| 786658 | 2016 AN239               | 2 gennaio 2016    | Mount Lemmon Survey |
| 786659 | 2016 AZ239               | 14 novembre 2010  | Mount Lemmon Survey |
| 786660 | 2016 AL240               | 2 gennaio 2016    | Pan-STARRS          |
| 786661 | 2016 AP240               | 3 marzo 2012      | Spacewatch          |
| 786662 | 2016 AB241               | 16 dicembre 2015  | Mount Lemmon Survey |
| 786663 | 2016 AS243               | 3 gennaio 2016    | Pan-STARRS          |
| 786664 | 2016 AM244               | 26 febbraio 2012  | Spacewatch          |
| 786665 | 2016 AR244               | 3 gennaio 2016    | Pan-STARRS          |
| 786666 | 2016 AT244               | 27 gennaio 2011   | Spacewatch          |
| 786667 | 2016 AU244               | 5 febbraio 2011   | Pan-STARRS          |
| 786668 | 2016 AX245               | 18 settembre 2014 | Pan-STARRS          |
| 786669 | 2016 AY245               | 6 giugno 2013     | Mount Lemmon Survey |
| 786670 | 2016 AQ246               | 3 gennaio 2016    | Mount Lemmon Survey |
| 786671 | 2016 AG247               | 16 gennaio 2008   | Spacewatch          |
| 786672 | 2016 AT247               | 29 febbraio 2004  | Spacewatch          |
| 786673 | 2016 AR248               | 4 gennaio 2016    | Pan-STARRS          |
| 786674 | 2016 AX248               | 19 settembre 2014 | Pan-STARRS          |
| 786675 | 2016 AZ248               | 2 gennaio 2012    | Mount Lemmon Survey |
| 786676 | 2016 AC249               | 13 marzo 2012     | Mount Lemmon Survey |
| 786677 | 2016 AE249               | 24 marzo 2012     | Mount Lemmon Survey |
| 786678 | 2016 AF249               | 4 gennaio 2016    | Pan-STARRS          |
| 786679 | 2016 AL249               | 17 settembre 2014 | Pan-STARRS          |
| 786680 | 2016 AS249               | 10 novembre 2010  | Mount Lemmon Survey |
| 786681 | 2016 AB250               | 4 gennaio 2016    | Pan-STARRS          |
| 786682 | 2016 AE250               | 24 febbraio 2012  | Spacewatch          |
| 786683 | 2016 AL250               | 29 aprile 2012    | Spacewatch          |
| 786684 | 2016 AT250               | 23 marzo 2003     | Spacewatch          |
| 786685 | 2016 AM251               | 4 gennaio 2016    | Pan-STARRS          |
| 786686 | 2016 AN251               | 29 marzo 2012     | Pan-STARRS          |
| 786687 | 2016 AY251               | 7 febbraio 2011   | Mount Lemmon Survey |
| 786688 | 2016 AH252               | 25 novembre 2010  | Mount Lemmon Survey |
| 786689 | 2016 AO252               | 13 novembre 2010  | Mount Lemmon Survey |
| 786690 | 2016 AX252               | 4 gennaio 2016    | Pan-STARRS          |
| 786691 | 2016 AJ253               | 4 gennaio 2016    | Pan-STARRS          |
| 786692 | 2016 AS253               | 3 gennaio 2016    | Mount Lemmon Survey |
| 786693 | 2016 AT253               | 15 marzo 2012     | Mount Lemmon Survey |
| 786694 | 2016 AU253               | 18 dicembre 2015  | Mount Lemmon Survey |
| 786695 | 2016 AX253               | 15 marzo 2012     | Mount Lemmon Survey |
| 786696 | 2016 AZ253               | 5 gennaio 2016    | Pan-STARRS          |
| 786697 | 2016 AC254               | 30 marzo 2004     | Spacewatch          |
| 786698 | 2016 AF254               | 25 luglio 2014    | Pan-STARRS          |
| 786699 | 2016 AM254               | 23 febbraio 2012  | Mount Lemmon Survey |
| 786700 | 2016 AX254               | 7 gennaio 2016    | Pan-STARRS          |

## 786701–786800
| Nome   | Designazione provvisoria | Data di scoperta  | Scopritore          |
| ------ | ------------------------ | ----------------- | ------------------- |
| 786701 | 2016 AB255               | 7 gennaio 2016    | Pan-STARRS          |
| 786702 | 2016 AO255               | 18 settembre 2014 | Pan-STARRS          |
| 786703 | 2016 AC257               | 25 febbraio 2011  | Mount Lemmon Survey |
| 786704 | 2016 AC258               | 7 gennaio 2016    | Pan-STARRS          |
| 786705 | 2016 AP258               | 17 ottobre 2010   | Mount Lemmon Survey |
| 786706 | 2016 AK259               | 16 novembre 2014  | Mount Lemmon Survey |
| 786707 | 2016 AL259               | 20 settembre 2014 | Pan-STARRS          |
| 786708 | 2016 AS259               | 19 settembre 2014 | Pan-STARRS          |
| 786709 | 2016 AZ259               | 28 febbraio 2012  | Pan-STARRS          |
| 786710 | 2016 AL260               | 8 gennaio 2016    | Pan-STARRS          |
| 786711 | 2016 AD264               | 24 ottobre 2008   | Spacewatch          |
| 786712 | 2016 AU266               | 10 gennaio 2016   | Pan-STARRS          |
| 786713 | 2016 AA267               | 25 gennaio 2012   | Pan-STARRS          |
| 786714 | 2016 AJ267               | 30 ottobre 2010   | Mount Lemmon Survey |
| 786715 | 2016 AQ267               | 25 marzo 2012     | Mount Lemmon Survey |
| 786716 | 2016 AQ268               | 12 gennaio 2016   | Pan-STARRS          |
| 786717 | 2016 AF269               | 12 gennaio 2016   | Pan-STARRS          |
| 786718 | 2016 AA270               | 18 dicembre 2015  | Mount Lemmon Survey |
| 786719 | 2016 AT270               | 13 gennaio 2016   | Pan-STARRS          |
| 786720 | 2016 AZ271               | 20 dicembre 2014  | Pan-STARRS          |
| 786721 | 2016 AL272               | 19 ottobre 2010   | Mount Lemmon Survey |
| 786722 | 2016 AZ272               | 14 gennaio 2016   | Pan-STARRS          |
| 786723 | 2016 AE273               | 31 ottobre 2010   | Mount Lemmon Survey |
| 786724 | 2016 AS273               | 8 novembre 2010   | Mount Lemmon Survey |
| 786725 | 2016 AC274               | 14 gennaio 2016   | Pan-STARRS          |
| 786726 | 2016 AK275               | 15 luglio 2013    | Pan-STARRS          |
| 786727 | 2016 AM275               | 3 ottobre 2014    | Mount Lemmon Survey |
| 786728 | 2016 AO276               | 4 gennaio 2016    | Pan-STARRS          |
| 786729 | 2016 AP276               | 27 gennaio 2011   | Mount Lemmon Survey |
| 786730 | 2016 AN277               | 18 giugno 2013    | Pan-STARRS          |
| 786731 | 2016 AV277               | 28 agosto 2014    | Pan-STARRS          |
| 786732 | 2016 AG281               | 14 gennaio 2016   | Pan-STARRS          |
| 786733 | 2016 AX282               | 12 gennaio 2016   | Pan-STARRS          |
| 786734 | 2016 AU285               | 1 gennaio 2016    | Pan-STARRS          |
| 786735 | 2016 AX285               | 14 gennaio 2016   | Pan-STARRS          |
| 786736 | 2016 AZ287               | 7 gennaio 2016    | Pan-STARRS          |
| 786737 | 2016 AE288               | 3 gennaio 2016    | Mount Lemmon Survey |
| 786738 | 2016 AJ290               | 7 gennaio 2016    | Pan-STARRS          |
| 786739 | 2016 AB292               | 4 gennaio 2016    | Pan-STARRS          |
| 786740 | 2016 AH294               | 1 gennaio 2016    | Mount Lemmon Survey |
| 786741 | 2016 AL297               | 13 gennaio 2016   | Mount Lemmon Survey |
| 786742 | 2016 AU297               | 1 gennaio 2016    | Pan-STARRS          |
| 786743 | 2016 AN299               | 11 gennaio 2016   | Pan-STARRS          |
| 786744 | 2016 AM301               | 9 gennaio 2016    | Pan-STARRS          |
| 786745 | 2016 AU301               | 8 gennaio 2016    | Pan-STARRS          |
| 786746 | 2016 AQ304               | 1 gennaio 2016    | Pan-STARRS          |
| 786747 | 2016 AS304               | 14 gennaio 2016   | Pan-STARRS          |
| 786748 | 2016 AR305               | 4 gennaio 2016    | Pan-STARRS          |
| 786749 | 2016 AF306               | 11 gennaio 2016   | Pan-STARRS          |
| 786750 | 2016 AK306               | 9 gennaio 2016    | Pan-STARRS          |
| 786751 | 2016 AQ308               | 3 gennaio 2016    | Pan-STARRS          |
| 786752 | 2016 AR308               | 3 gennaio 2016    | Pan-STARRS          |
| 786753 | 2016 AY308               | 8 gennaio 2016    | ESA OGS             |
| 786754 | 2016 AL311               | 14 gennaio 2016   | Pan-STARRS          |
| 786755 | 2016 AB313               | 2 gennaio 2016    | Pan-STARRS          |
| 786756 | 2016 AE313               | 4 gennaio 2016    | Pan-STARRS          |
| 786757 | 2016 AH313               | 14 gennaio 2016   | Pan-STARRS          |
| 786758 | 2016 AZ313               | 4 gennaio 2016    | Pan-STARRS          |
| 786759 | 2016 AP314               | 4 gennaio 2016    | Pan-STARRS          |
| 786760 | 2016 AQ315               | 2 gennaio 2016    | Mount Lemmon Survey |
| 786761 | 2016 AS315               | 3 gennaio 2016    | Pan-STARRS          |
| 786762 | 2016 AF316               | 4 gennaio 2016    | Pan-STARRS          |
| 786763 | 2016 AL316               | 4 gennaio 2016    | Pan-STARRS          |
| 786764 | 2016 AG319               | 14 gennaio 2016   | Pan-STARRS          |
| 786765 | 2016 AM319               | 13 gennaio 2016   | Mount Lemmon Survey |
| 786766 | 2016 AW319               | 7 gennaio 2016    | Pan-STARRS          |
| 786767 | 2016 AG320               | 3 gennaio 2016    | Mount Lemmon Survey |
| 786768 | 2016 AS322               | 4 gennaio 2016    | Pan-STARRS          |
| 786769 | 2016 AU322               | 5 gennaio 2016    | Pan-STARRS          |
| 786770 | 2016 AY322               | 4 gennaio 2016    | Pan-STARRS          |
| 786771 | 2016 AC323               | 8 gennaio 2016    | Pan-STARRS          |
| 786772 | 2016 AL323               | 30 settembre 2006 | SDSS Collaboration  |
| 786773 | 2016 AE325               | 4 gennaio 2016    | Pan-STARRS          |
| 786774 | 2016 AP325               | 3 gennaio 2016    | Mount Lemmon Survey |
| 786775 | 2016 AR325               | 3 gennaio 2016    | Pan-STARRS          |
| 786776 | 2016 AY328               | 7 gennaio 2016    | Pan-STARRS          |
| 786777 | 2016 AN331               | 3 ottobre 2014    | Mount Lemmon Survey |
| 786778 | 2016 AJ333               | 7 gennaio 2016    | Pan-STARRS          |
| 786779 | 2016 AL334               | 7 gennaio 2016    | Pan-STARRS          |
| 786780 | 2016 AW334               | 13 gennaio 2016   | Pan-STARRS          |
| 786781 | 2016 AE336               | 3 gennaio 2016    | Pan-STARRS          |
| 786782 | 2016 AT336               | 7 gennaio 2016    | Pan-STARRS          |
| 786783 | 2016 AP338               | 14 gennaio 2016   | Pan-STARRS          |
| 786784 | 2016 AY338               | 9 gennaio 2016    | Pan-STARRS          |
| 786785 | 2016 AB339               | 4 gennaio 2016    | Pan-STARRS          |
| 786786 | 2016 AC339               | 8 gennaio 2016    | ESA OGS             |
| 786787 | 2016 AF339               | 12 gennaio 2016   | Pan-STARRS          |
| 786788 | 2016 AN339               | 2 gennaio 2016    | Pan-STARRS          |
| 786789 | 2016 AG340               | 11 gennaio 2016   | Pan-STARRS          |
| 786790 | 2016 AT340               | 7 gennaio 2016    | Pan-STARRS          |
| 786791 | 2016 AY340               | 4 gennaio 2016    | Pan-STARRS          |
| 786792 | 2016 AZ340               | 15 gennaio 2016   | Pan-STARRS          |
| 786793 | 2016 AK341               | 4 gennaio 2016    | Pan-STARRS          |
| 786794 | 2016 AA342               | 3 gennaio 2016    | Mount Lemmon Survey |
| 786795 | 2016 AD342               | 14 gennaio 2016   | Pan-STARRS          |
| 786796 | 2016 AH344               | 4 gennaio 2016    | Pan-STARRS          |
| 786797 | 2016 AA345               | 14 gennaio 2016   | Pan-STARRS          |
| 786798 | 2016 AB345               | 3 gennaio 2016    | Pan-STARRS          |
| 786799 | 2016 AC345               | 8 gennaio 2016    | Pan-STARRS          |
| 786800 | 2016 AH345               | 14 gennaio 2016   | Pan-STARRS          |

## 786801–786900
| Nome   | Designazione provvisoria | Data di scoperta  | Scopritore          |
| ------ | ------------------------ | ----------------- | ------------------- |
| 786801 | 2016 AL345               | 2 gennaio 2016    | Mount Lemmon Survey |
| 786802 | 2016 AV345               | 3 gennaio 2016    | Pan-STARRS          |
| 786803 | 2016 AW345               | 3 gennaio 2016    | Pan-STARRS          |
| 786804 | 2016 AL346               | 21 maggio 2012    | Pan-STARRS          |
| 786805 | 2016 AM346               | 3 gennaio 2016    | Pan-STARRS          |
| 786806 | 2016 AN346               | 3 gennaio 2016    | Pan-STARRS          |
| 786807 | 2016 AX346               | 10 gennaio 2016   | Pan-STARRS          |
| 786808 | 2016 AU348               | 13 gennaio 2016   | Mount Lemmon Survey |
| 786809 | 2016 AY348               | 4 gennaio 2016    | Pan-STARRS          |
| 786810 | 2016 AK349               | 7 gennaio 2016    | Pan-STARRS          |
| 786811 | 2016 AU349               | 8 gennaio 2016    | Pan-STARRS          |
| 786812 | 2016 AK350               | 4 gennaio 2016    | Pan-STARRS          |
| 786813 | 2016 AM350               | 4 gennaio 2016    | Pan-STARRS          |
| 786814 | 2016 AG351               | 7 gennaio 2016    | Pan-STARRS          |
| 786815 | 2016 AL351               | 3 gennaio 2016    | Pan-STARRS          |
| 786816 | 2016 AV351               | 12 gennaio 2016   | Pan-STARRS          |
| 786817 | 2016 AM352               | 8 gennaio 2016    | Pan-STARRS          |
| 786818 | 2016 AV354               | 4 gennaio 2016    | Pan-STARRS          |
| 786819 | 2016 AV355               | 4 gennaio 2016    | Pan-STARRS          |
| 786820 | 2016 AE356               | 13 gennaio 2016   | Pan-STARRS          |
| 786821 | 2016 AW356               | 5 gennaio 2016    | Pan-STARRS          |
| 786822 | 2016 AD357               | 14 gennaio 2016   | Pan-STARRS          |
| 786823 | 2016 AO358               | 14 marzo 2011     | Mount Lemmon Survey |
| 786824 | 2016 AZ358               | 14 gennaio 2016   | Pan-STARRS          |
| 786825 | 2016 AB361               | 4 gennaio 2016    | Pan-STARRS          |
| 786826 | 2016 AD361               | 14 gennaio 2016   | Pan-STARRS          |
| 786827 | 2016 AE363               | 4 gennaio 2016    | Pan-STARRS          |
| 786828 | 2016 AU364               | 18 settembre 2014 | Pan-STARRS          |
| 786829 | 2016 AY364               | 12 gennaio 2016   | Pan-STARRS          |
| 786830 | 2016 AF365               | 4 gennaio 2016    | Pan-STARRS          |
| 786831 | 2016 AG366               | 4 gennaio 2016    | Pan-STARRS          |
| 786832 | 2016 AM366               | 3 gennaio 2016    | Mount Lemmon Survey |
| 786833 | 2016 AT370               | 14 gennaio 2016   | Pan-STARRS          |
| 786834 | 2016 AU372               | 7 gennaio 2016    | Pan-STARRS          |
| 786835 | 2016 AV372               | 17 febbraio 2017  | Pan-STARRS          |
| 786836 | 2016 AB373               | 5 gennaio 2016    | Pan-STARRS          |
| 786837 | 2016 AQ380               | 4 gennaio 2016    | Pan-STARRS          |
| 786838 | 2016 AU382               | 4 gennaio 2016    | Pan-STARRS          |
| 786839 | 2016 AU383               | 2 gennaio 2016    | Mount Lemmon Survey |
| 786840 | 2016 AE384               | 14 gennaio 2016   | Pan-STARRS          |
| 786841 | 2016 AG384               | 14 gennaio 2016   | Pan-STARRS          |
| 786842 | 2016 AM385               | 5 gennaio 2016    | Pan-STARRS          |
| 786843 | 2016 AB386               | 4 gennaio 2016    | Pan-STARRS          |
| 786844 | 2016 AK386               | 14 gennaio 2016   | Pan-STARRS          |
| 786845 | 2016 AW388               | 7 gennaio 2016    | Pan-STARRS          |
| 786846 | 2016 AP389               | 3 novembre 2014   | Mount Lemmon Survey |
| 786847 | 2016 AF390               | 14 gennaio 2016   | Pan-STARRS          |
| 786848 | 2016 AP394               | 14 gennaio 2016   | Pan-STARRS          |
| 786849 | 2016 AF398               | 18 agosto 2018    | Pan-STARRS          |
| 786850 | 2016 AM400               | 11 gennaio 2016   | Pan-STARRS          |
| 786851 | 2016 BX2                 | 24 febbraio 2012  | Mount Lemmon Survey |
| 786852 | 2016 BZ4                 | 18 gennaio 2016   | Mount Lemmon Survey |
| 786853 | 2016 BU8                 | 18 gennaio 2016   | Pan-STARRS          |
| 786854 | 2016 BC12                | 4 dicembre 2015   | Pan-STARRS          |
| 786855 | 2016 BD14                | 25 gennaio 2016   | Pan-STARRS          |
| 786856 | 2016 BB19                | 3 gennaio 2016    | Pan-STARRS          |
| 786857 | 2016 BZ23                | 29 luglio 2014    | Pan-STARRS          |
| 786858 | 2016 BY24                | 27 ottobre 2006   | Mount Lemmon Survey |
| 786859 | 2016 BO26                | 2 marzo 2011      | Mount Lemmon Survey |
| 786860 | 2016 BB27                | 4 gennaio 2016    | Pan-STARRS          |
| 786861 | 2016 BW27                | 3 gennaio 2016    | Pan-STARRS          |
| 786862 | 2016 BP31                | 6 gennaio 2003    | DLS                 |
| 786863 | 2016 BF34                | 7 aprile 2008     | Spacewatch          |
| 786864 | 2016 BM35                | 3 marzo 2005      | Spacewatch          |
| 786865 | 2016 BE37                | 8 gennaio 2016    | Pan-STARRS          |
| 786866 | 2016 BZ37                | 20 dicembre 2006  | Mount Lemmon Survey |
| 786867 | 2016 BD40                | 29 gennaio 2016   | Mount Lemmon Survey |
| 786868 | 2016 BF41                | 7 gennaio 2016    | Pan-STARRS          |
| 786869 | 2016 BN43                | 8 ottobre 2005    | Spacewatch          |
| 786870 | 2016 BJ45                | 13 luglio 2013    | Pan-STARRS          |
| 786871 | 2016 BH48                | 2 gennaio 2016    | Mount Lemmon Survey |
| 786872 | 2016 BT50                | 3 ottobre 2010    | Spacewatch          |
| 786873 | 2016 BW55                | 30 gennaio 2016   | Mount Lemmon Survey |
| 786874 | 2016 BR62                | 4 gennaio 2016    | Pan-STARRS          |
| 786875 | 2016 BO63                | 26 febbraio 2012  | Pan-STARRS          |
| 786876 | 2016 BX64                | 6 luglio 2005     | Spacewatch          |
| 786877 | 2016 BL65                | 31 gennaio 2016   | Mount Lemmon Survey |
| 786878 | 2016 BX65                | 31 gennaio 2016   | Mount Lemmon Survey |
| 786879 | 2016 BH66                | 17 gennaio 2016   | Pan-STARRS          |
| 786880 | 2016 BN68                | 31 gennaio 2016   | Pan-STARRS          |
| 786881 | 2016 BJ69                | 1 ottobre 2014    | Pan-STARRS          |
| 786882 | 2016 BX69                | 31 gennaio 2016   | Pan-STARRS          |
| 786883 | 2016 BM71                | 29 ottobre 2014   | Pan-STARRS          |
| 786884 | 2016 BP71                | 27 novembre 2010  | Mount Lemmon Survey |
| 786885 | 2016 BF72                | 31 gennaio 2016   | Pan-STARRS          |
| 786886 | 2016 BY73                | 20 ottobre 2014   | Mount Lemmon Survey |
| 786887 | 2016 BA75                | 28 febbraio 2012  | Pan-STARRS          |
| 786888 | 2016 BZ75                | 31 gennaio 2016   | Pan-STARRS          |
| 786889 | 2016 BJ76                | 31 gennaio 2016   | Pan-STARRS          |
| 786890 | 2016 BP76                | 31 gennaio 2016   | Pan-STARRS          |
| 786891 | 2016 BT76                | 31 gennaio 2016   | Pan-STARRS          |
| 786892 | 2016 BL77                | 8 gennaio 2016    | Pan-STARRS          |
| 786893 | 2016 BX77                | 14 gennaio 2016   | Pan-STARRS          |
| 786894 | 2016 BR78                | 31 gennaio 2016   | Pan-STARRS          |
| 786895 | 2016 BX78                | 23 gennaio 2011   | Mount Lemmon Survey |
| 786896 | 2016 BM87                | 31 gennaio 2016   | Pan-STARRS          |
| 786897 | 2016 BE88                | 6 settembre 2008  | Mount Lemmon Survey |
| 786898 | 2016 BO88                | 12 agosto 2013    | Pan-STARRS          |
| 786899 | 2016 BT88                | 31 gennaio 2016   | Pan-STARRS          |
| 786900 | 2016 BU88                | 5 maggio 2008     | Mount Lemmon Survey |

## 786901–787000
| Nome   | Designazione provvisoria | Data di scoperta  | Scopritore          |
| ------ | ------------------------ | ----------------- | ------------------- |
| 786901 | 2016 BV88                | 1 febbraio 1995   | Spacewatch          |
| 786902 | 2016 BG89                | 16 gennaio 2016   | Pan-STARRS          |
| 786903 | 2016 BP89                | 17 gennaio 2016   | Pan-STARRS          |
| 786904 | 2016 BV89                | 20 dicembre 2014  | Pan-STARRS          |
| 786905 | 2016 BV90                | 21 febbraio 2012  | Mount Lemmon Survey |
| 786906 | 2016 BP91                | 11 novembre 2010  | Mount Lemmon Survey |
| 786907 | 2016 BO93                | 30 gennaio 2016   | Pan-STARRS          |
| 786908 | 2016 BL94                | 9 marzo 2011      | Mount Lemmon Survey |
| 786909 | 2016 BP94                | 17 giugno 2013    | Pan-STARRS          |
| 786910 | 2016 BV94                | 16 gennaio 2016   | Pan-STARRS          |
| 786911 | 2016 BC95                | 6 marzo 2011      | Spacewatch          |
| 786912 | 2016 BD95                | 16 gennaio 2016   | Pan-STARRS          |
| 786913 | 2016 BK96                | 17 gennaio 2016   | Pan-STARRS          |
| 786914 | 2016 BO96                | 17 gennaio 2016   | Pan-STARRS          |
| 786915 | 2016 BB97                | 25 aprile 2012    | Mount Lemmon Survey |
| 786916 | 2016 BE97                | 17 gennaio 2016   | Pan-STARRS          |
| 786917 | 2016 BH97                | 24 ottobre 2005   | Spacewatch          |
| 786918 | 2016 BE98                | 17 gennaio 2016   | Pan-STARRS          |
| 786919 | 2016 BW101               | 6 settembre 2013  | Spacewatch          |
| 786920 | 2016 BP103               | 29 gennaio 2016   | Pan-STARRS          |
| 786921 | 2016 BW103               | 30 gennaio 2016   | Mount Lemmon Survey |
| 786922 | 2016 BK104               | 30 gennaio 2016   | Pan-STARRS          |
| 786923 | 2016 BC105               | 27 febbraio 2012  | Pan-STARRS          |
| 786924 | 2016 BJ105               | 23 marzo 2012     | Mount Lemmon Survey |
| 786925 | 2016 BP105               | 28 ottobre 2014   | Pan-STARRS          |
| 786926 | 2016 BN107               | 17 gennaio 2016   | Pan-STARRS          |
| 786927 | 2016 BQ111               | 17 gennaio 2016   | Pan-STARRS          |
| 786928 | 2016 BU111               | 22 novembre 2005  | Spacewatch          |
| 786929 | 2016 BJ112               | 18 gennaio 2016   | Pan-STARRS          |
| 786930 | 2016 BB113               | 28 gennaio 2016   | Mount Lemmon Survey |
| 786931 | 2016 BP113               | 18 gennaio 2016   | Pan-STARRS          |
| 786932 | 2016 BQ113               | 31 gennaio 2016   | Pan-STARRS          |
| 786933 | 2016 BC114               | 29 gennaio 2016   | Pan-STARRS          |
| 786934 | 2016 BE114               | 18 gennaio 2016   | Pan-STARRS          |
| 786935 | 2016 BT115               | 16 gennaio 2016   | Pan-STARRS          |
| 786936 | 2016 BP116               | 17 gennaio 2016   | Pan-STARRS          |
| 786937 | 2016 BB117               | 30 gennaio 2016   | Mount Lemmon Survey |
| 786938 | 2016 BN118               | 16 gennaio 2016   | Pan-STARRS          |
| 786939 | 2016 BO118               | 17 gennaio 2016   | Pan-STARRS          |
| 786940 | 2016 BC119               | 29 gennaio 2016   | Mount Lemmon Survey |
| 786941 | 2016 BG121               | 31 gennaio 2016   | Pan-STARRS          |
| 786942 | 2016 BP121               | 31 gennaio 2016   | Pan-STARRS          |
| 786943 | 2016 BT121               | 2 dicembre 2010   | Mount Lemmon Survey |
| 786944 | 2016 BX122               | 31 gennaio 2016   | Pan-STARRS          |
| 786945 | 2016 BU123               | 18 gennaio 2016   | Mount Lemmon Survey |
| 786946 | 2016 BB124               | 2 dicembre 2005   | Spacewatch          |
| 786947 | 2016 BO124               | 31 gennaio 2016   | Pan-STARRS          |
| 786948 | 2016 BQ124               | 31 gennaio 2016   | Pan-STARRS          |
| 786949 | 2016 BD125               | 17 gennaio 2016   | Pan-STARRS          |
| 786950 | 2016 BF125               | 16 gennaio 2016   | Pan-STARRS          |
| 786951 | 2016 BQ125               | 31 gennaio 2016   | Pan-STARRS          |
| 786952 | 2016 BM126               | 30 gennaio 2016   | Pan-STARRS          |
| 786953 | 2016 BY126               | 31 gennaio 2016   | Pan-STARRS          |
| 786954 | 2016 BG127               | 18 gennaio 2016   | Pan-STARRS          |
| 786955 | 2016 BX127               | 31 gennaio 2016   | Pan-STARRS          |
| 786956 | 2016 BD128               | 16 gennaio 2016   | Pan-STARRS          |
| 786957 | 2016 BX128               | 19 gennaio 2016   | Pan-STARRS          |
| 786958 | 2016 BB131               | 31 gennaio 2016   | Pan-STARRS          |
| 786959 | 2016 BS131               | 29 gennaio 2016   | Mount Lemmon Survey |
| 786960 | 2016 BW131               | 25 settembre 2009 | Spacewatch          |
| 786961 | 2016 BW132               | 29 gennaio 2016   | Pan-STARRS          |
| 786962 | 2016 BP133               | 17 gennaio 2016   | Pan-STARRS          |
| 786963 | 2016 BF134               | 29 ottobre 2014   | Spacewatch          |
| 786964 | 2016 BG135               | 30 gennaio 2016   | Mount Lemmon Survey |
| 786965 | 2016 BJ135               | 31 gennaio 2016   | Pan-STARRS          |
| 786966 | 2016 BL136               | 18 gennaio 2016   | Pan-STARRS          |
| 786967 | 2016 BJ139               | 31 gennaio 2016   | Pan-STARRS          |
| 786968 | 2016 BG141               | 30 gennaio 2016   | Mount Lemmon Survey |
| 786969 | 2016 BC146               | 31 gennaio 2016   | Pan-STARRS          |
| 786970 | 2016 CW                  | 17 gennaio 2016   | Pan-STARRS          |
| 786971 | 2016 CB3                 | 30 ottobre 2005   | Mount Lemmon Survey |
| 786972 | 2016 CW4                 | 30 gennaio 2016   | Mount Lemmon Survey |
| 786973 | 2016 CG6                 | 1 febbraio 2016   | Pan-STARRS          |
| 786974 | 2016 CK8                 | 1 febbraio 2016   | Pan-STARRS          |
| 786975 | 2016 CO15                | 27 agosto 2014    | Pan-STARRS          |
| 786976 | 2016 CT15                | 20 ottobre 2008   | Mount Lemmon Survey |
| 786977 | 2016 CW15                | 1 febbraio 2016   | Pan-STARRS          |
| 786978 | 2016 CR16                | 1 febbraio 2016   | Pan-STARRS          |
| 786979 | 2016 CP19                | 4 gennaio 2016    | Pan-STARRS          |
| 786980 | 2016 CS22                | 2 febbraio 2016   | Pan-STARRS          |
| 786981 | 2016 CE24                | 27 febbraio 2012  | Pan-STARRS          |
| 786982 | 2016 CR25                | 4 dicembre 2005   | Spacewatch          |
| 786983 | 2016 CH34                | 13 luglio 2013    | Pan-STARRS          |
| 786984 | 2016 CQ35                | 23 ottobre 2006   | Mount Lemmon Survey |
| 786985 | 2016 CW37                | 10 gennaio 2007   | Mount Lemmon Survey |
| 786986 | 2016 CA38                | 14 febbraio 2007  | P. A. Wiegert       |
| 786987 | 2016 CJ42                | 7 gennaio 2016    | Pan-STARRS          |
| 786988 | 2016 CQ43                | 19 febbraio 2012  | Spacewatch          |
| 786989 | 2016 CK45                | 28 marzo 2012     | Spacewatch          |
| 786990 | 2016 CO45                | 27 febbraio 2012  | Pan-STARRS          |
| 786991 | 2016 CK50                | 14 gennaio 2016   | Pan-STARRS          |
| 786992 | 2016 CP52                | 3 febbraio 2016   | Pan-STARRS          |
| 786993 | 2016 CD53                | 3 agosto 2014     | Pan-STARRS          |
| 786994 | 2016 CH53                | 3 febbraio 2016   | Pan-STARRS          |
| 786995 | 2016 CU53                | 8 gennaio 2016    | Pan-STARRS          |
| 786996 | 2016 CX54                | 27 aprile 2012    | Pan-STARRS          |
| 786997 | 2016 CC59                | 3 febbraio 2016   | Pan-STARRS          |
| 786998 | 2016 CF61                | 15 aprile 2008    | Mount Lemmon Survey |
| 786999 | 2016 CG61                | 3 febbraio 2016   | Pan-STARRS          |
| 787000 | 2016 CP62                | 3 febbraio 2016   | Pan-STARRS          |